# Khowrcheh
Khowrcheh (persiska: خورچِه, Khūrcheh, خورچه) är en ort i Iran.   Den ligger i provinsen Markazi, i den centrala delen av landet, 190 km sydväst om huvudstaden Teheran. Khowrcheh ligger 1 908 meter över havet och antalet invånare är 213.
Terrängen runt Khowrcheh är huvudsakligen platt, men åt nordost är den kuperad.Runt Khowrcheh är det ganska glesbefolkat, med 21 invånare per kvadratkilometer. Närmaste större samhälle är Farmahīn, 16,1 km väster om Khowrcheh. Omgivningarna runt Khowrcheh är i huvudsak ett öppet busklandskap.